# بیتلز
بیتلز یا بیتل‌ها (به انگلیسی: The Beatles) گروه موسیقی راک انگلیسی بود که در سال ۱۹۶۰ در لیورپول تشکیل شد. اعضای اصلی آن جان لنون، پل مک‌کارتنی، جورج هریسون و رینگو استار بودند. آن‌ها به‌طور گسترده تأثیرگذارترین گروه در موسیقی عامه‌پسند غرب دانسته می‌شوند و در گسترش پادفرهنگ دهه ۱۹۶۰ و شناخت موسیقی عامه‌پسند به‌عنوان شکل هنری نقشی اساسی داشتند.موسیقی آن‌ها که ریشه در اسکیفل، بیت و راک اند رول دهه ۱۹۵۰ داشت، با عناصر موسیقی کلاسیک و پاپ سنتی به روش‌هایی ابتکاری تلفیق شد. این گروه همچنین در سبک‌های متنوع موسیقی، از فولک و موسیقی هندی گرفته تا سایکدلیک و هارد راک به نواختن پرداخت. بیتلز به عنوان پیشگامانی در ضبط، ترانه‌سرایی و ارائه هنری، بسیاری از جنبه‌های صنعت موسیقی را متحول کردند و اغلب به‌عنوان رهبران جوانان و جنبش‌های اجتماعی-فرهنگی آن دوره شناخته می‌شدند.
از سال ۱۹۶۰، بیتلز به رهبری لنون و مک‌کارتنی، که به‌عنوان ترانه‌سرایان اصلی شناخته می‌شدند و از گروه قبلی لنون به نام کوآری‌من منشعب شده بود، با اجرا در کلاب‌های شبانه شهرهای لیورپول و هامبورگ، به شهرت رسید. در ابتدای کار، استوارت ساتکلیف به‌عنوان نوازندهٔ گیتار بیس در گروه حضور داشت. هسته اصلی سه‌نفره گروه، شامل لنون، مک‌کارتنی و هریسون، از سال ۱۹۵۸ با چندین درامر، از جمله پیت بست، همکاری داشتند. اما در سال ۱۹۶۲، از رینگو استار دعوت کردند تا به‌عنوان درامر به گروه بپیوندد. مدیر گروه، برایان اپستاین، آن‌ها را به یک گروه حرفه‌ای تبدیل کرد و جرج مارتین مسئولیت تهیه‌کنندگی آثارشان را بر عهده گرفت. بیتلز پس از امضای قرارداد با ئی‌ام‌آی، موفقیتشان در انگلستان را به‌طور چشمگیری گسترش دادند و با انتشار «دوستم بدار» در سال ۱۹۶۲ به موفقیت بزرگی دست یافتند. با افزایش محبوبیت بیتلز و ایجاد هیجانی شدید در میان طرفداران که به نام «بیتل‌مانیا» (Beatlemania) شناخته می‌شد، این گروه لقب «چهار شگفت‌آور» (The Fab Four) را دریافت کرد. همچنین، گاهی به شوخی از افرادی مانند اپستاین (مدیر گروه)، مارتین (تهیه‌کننده) یا سایر اعضای تیم همراه گروه، به‌عنوان «پنجمین بیتل» یاد می‌شد.
بیتلز تا اوایل سال ۱۹۶۴ به ستارگان بین‌المللی تبدیل شدند و به موفقیت‌های بی‌سابقه‌ای از نظر تجاری و هنری دست یافتند. آن‌ها به نیروی پیشرو در بازگشت فرهنگی بریتانیا تبدیل شدند و موجی از موسیقی بریتانیایی را به بازار موسیقی پاپ ایالات متحده معرفی کردند که به نام تهاجم بریتانیایی شناخته می‌شود. آن‌ها خیلی زود با شب‌زنده‌داری با بزن و بکوب (۱۹۶۴) بازی در نخستین فیلم‌شان را تجربه کردند. تمایل روزافزون بیتلز به بهبود کوشش‌هایشان در استودیو، همراه با چالش‌های موجود در کنسرت‌هایشان، باعث کناره‌گیری آن‌ها از اجرای زنده شد. در این دوران، آن‌ها آلبوم‌هایی با پیچیدگی و خلاقیت بیشتر، از جمله سول لاستیکی (۱۹۶۵)، هفت‌تیر (۱۹۶۶) و گروه کلوپ بی‌کسان گروهبان فلفل (۱۹۶۷) ضبط کردند. بیتلز با آلبوم‌های بیتلز (۱۹۶۸) و ابی رود (۱۹۶۹) موفقیت‌های تجاری بیشتری کسب کردند. موفقیت این آلبوم‌ها سرآغاز عصر آلبوم بود که در آن آلبوم‌های موسیقی جایگاه برجسته‌تری پیدا کردند. همچنین، این موفقیت باعث افزایش علاقه عمومی به داروهای روان‌گردان و معنویت شرقی شد و پیشرفت‌هایی در موسیقی الکترونیک، طرح روی جلد آلبوم‌ها و موزیک ویدیوها ایجاد کرد. در سال ۱۹۶۸، بیتلز شرکتی به نام Apple Corps تأسیس کردند. این شرکت چندوجهی و چندرسانه‌ای بر پروژه‌های مرتبط با میراث این گروه نظارت دارد. به‌دنبال از هم پاشیدن بیتلز در سال ۱۹۷۰، تمامی اعضای اصلی گروه به‌عنوان هنرمندان مستقل به موفقیت دست یافتند و گاهی نیز بخشی از اعضا برای اجراهای مشترک دوباره گرد هم آمدند. لنون در سال ۱۹۸۰ به قتل رسید و هریسون در سال ۲۰۰۱ بر اثر سرطان ریه درگذشت. مک‌کارتنی و استار همچنان در عرصه موسیقی فعالیت دارند.
بیتلز پرفروش‌ترین گروه موسیقی در تاریخ است و تخمین زده می‌شود که فروش آثار آن‌ها در سراسر جهان به ۶۰۰ میلیون نسخه رسیده است. آن‌ها موفق‌ترین گروه در تاریخ جدول‌های بیلبورد آمریکا هستند، و بیشترین تعداد ترانه‌های شماره یک در جدول بیلبورد هات ۱۰۰ (۲۰ ترانه) را دارد. همچنین، رکورد بیشترین تعداد آلبوم‌های شماره یک در جدول آلبوم‌های بریتانیا (۱۵ آلبوم) و بیشترین تعداد تک‌آهنگ‌های فروخته‌شده در بریتانیا (۲۱٫۹ میلیون نسخه) را در اختیار دارند. به آن‌ها هشت جایزه گرمی، چهار جایزه بریت، و یک جایزه اسکار (برای بهترین موسیقی فیلم در فیلم مستند بگذار باشد محصول ۱۹۷۰) داده شد. این گروه در سال ۱۹۸۸ در نخستین سال واجد شرایط بودن، وارد تالار مشاهیر راک اند رول شد و نام هر یک از اعضای اصلی گروه نیز بین سال‌های ۱۹۹۴ تا ۲۰۱۵ به صورت فردی وارد این تالار شدند. در سال‌های ۲۰۰۴ و ۲۰۱۱، بیتلز صدرنشین فهرست بزرگ‌ترین هنرمندان تاریخ مجله رولینگ استون بود. مجله تایم نیز آن‌ها را در فهرست ۱۰۰ شخصیت برجسته قرن بیستم قرار داد.

## تاریخچه

### ۱۹۶۳–۱۹۵۶: شکل‌گیری

#### کوآریمِن و تغییر نام‌ها
در نوامبر ۱۹۵۶، جان لنون که فقط شانزده‌سال داشت با چند تن از دوستانش از دبیرستان کواری بَنک در لیورپول، یک گروه اسکیفل تشکیل داد. آنها برای مدت کوتاهی خودشان را با نام «بلک جک‌ها» صدا می‌زدند، قبل از اینکه کشف کنند گروه محلی دیگری قبلاً از این نام استفاده می‌کردند؛ سپس نام خود را به «کوآریمِن» تغییر دادند. در ۶ ژوئیه ۱۹۵۷، پل مک‌کارتنی پانزده ساله با لنون ملاقات کرد و کمی بعد به عنوان یک نوازنده ریتم به گروه پیوست. در فوریه ۱۹۵۸، مک کارتنی از دوست خود جرج هریسون که در آن زمان پانزده ساله بود دعوت کرد تا گروه را تماشا کند؛ هریسون برای لنون تست داد و او را تحت تأثیر نوازندگی خود قرار داد، اما لنون در ابتدا فکر می‌کرد هریسون هنوز خیلی جوان است. پس از یک ماه اصرار، در طی یک جلسه دوم (که توسط مک کارتنی تنظیم شد)، هریسون بخش گیتار اصلی آهنگ بی کلام «راونچی» را در قسمت بالایی یک اتوبوس دو طبقه در لیورپول اجرا کرد و آنها او را به عنوان لید گیتاریست به گروه دعوت کردند.
در ژانویه ۱۹۵۹، دوستان لنون از دبیرستان کواری بَنک گروه را ترک کردند و او تحصیلات خود را در کالج هنر لیورپول آغاز کرد. سه گیتاریست باقی مانده (لنون، مک‌کارتنی و هریسون) خودشان را با عنوان «جانی و مون‌داگ‌ها» خطاب می‌کردند و هر زمان که یک درامر پیدا می‌کردند، به نواختن راک اند رول مشغول می‌شدند. استوارت ساتکلیف دوست مدرسه هنر لنون که به تازگی یکی از نقاشی‌های خود را فروخته بود و متقاعد شده بود تا با درآمد حاصل از آن یک گیتار بیس بخرد، در ژانویه ۱۹۶۰ به عضویت این گروه درآمد. او پیشنهاد تغییر نام گروه به «Beetles» (به معنی سوسک‌ها) را برای ادای احترام به بادی هالی و گروه «The Crickets» (به معنی جیرجیرک‌ها) داد. آنها تا ماه می از این نام استفاده می‌کردند؛ زمانی که برای یک تور کوتاه به عنوان گروه پشتیبان خواننده‌ای به نام جانی جنتل به اسکاتلند سفر کردند، در آنجا اسم گروه به «Silver Beetles» تغییر یافت. در اوایل ژوئیه، آنها این نام را به «Silver Beatles» (نگارش اشتباهی از کلمه Beetles) تغییر دادند و در اواسط ماه اوت این عنوان به The Beatles (بیتلز) ساده شد.

#### اقامت‌های اولیه و محبوبیت در بریتانیا
آلن ویلیامز، مدیر غیررسمی بیتلز، برای آنها اقامتگاهی در هامبورگ آماده کرد. آنها در اواسط اوت ۱۹۶۰ پیت بست را تست و استخدام کردند. گروه که اکنون پنج نفره است، چهار روز بعد لیورپول را به مقصد هامبورگ ترک کردند و با برونو کوشمیدر، مالک اقامتگاه قراردادی را برای نزدیک ۴ ماه اقامت بستند. مارک لویسون مورخ بیتلز می‌نویسد: «آنها در غروب ۱۷ آگوست به هامبورگ رفتند، زمانی که منطقه چراغ قرمز زنده می‌شود… چراغ‌های نئون چشمک زن، سرگرمی‌های مختلفی را فریاد می‌زدند، از آنجایی که زنانی با پوشیدن لباسی ناچیز، بی شرمانه پشت پنجره‌هایی در مغازه منتظر فرصت‌های شغلی خود نشسته بودند.»
کوشمیدر چند استریپ کلاب در منطقه را به مکان‌هایی برای اجرای موسیقی تبدیل کرده بود و ابتدا گروه بیتلز را در کلاب ایندرا سکونت داد. پس از بسته شدن ایندرا به دلیل شکایت از سر و صدا، او آنها را در اکتبر به کایزرکِلر منتقل کرد. وقتی متوجه شد که بیتلز برای باشگاه رقیبش «تاپ تن» نیز برخلاف قراردادشان اجرا کرده‌اند، به آنها اخطار فسخ یک‌ماهه قراردادشان را داد و هریسونِ زیر سن قانونی را هم گزارش داد که با دروغ گفتن دربارهٔ سنش به مسئولین آلمانی آنجا اجازه اقامت در هامبورگ را به دست آورده بود. آنها در اواخر نوامبر ترتیب اخراج هریسون را دادند. یک هفته بعد کوشمیدر، مک کارتنی و بِست را به دلیل آتش زدن یک کاندوم در یک راهروی سیمانی که ایجاد آتش‌سوزی کرده بود، دستگیر کرد و آنها را اخراج کردند. لنون نیز در اوایل دسامبر به لیورپول بازگشت، در حالی که ساتکلیف تا اواخر فوریه در هامبورگ با نامزد آلمانی‌اش آسترید کِرشر، که نخستین عکس‌های نیمه حرفه‌ای بیتلز را گرفت، باقی ماند.
در طول دو سال بعد، بیتلز طی دوره‌هایی در هامبورگ اقامت داشت، آنها از پرلودین هم به صورت تفریحی و هم برای حفظ انرژی خود برای اجراهای تمام وقت در شب استفاده می‌کردند. در سال ۱۹۶۱، در طول دومین نامزدی خود در هامبورگ، کِرشر موهای ساتکلیف را به سبک «Exi» کوتاه کرد، که بعداً توسط سایر بیتل‌ها پذیرفته شد. پس از آن، ساتکلیف تصمیم گرفت اوایل همان سال گروه را ترک کند و تحصیلات هنری خود را در آلمان از سر بگیرد. مک‌کارتنی کار بیس را بر عهده گرفت. یک تهیه‌کننده به نام برت کامپفرت تا ژوئن ۱۹۶۲ با گروهی که اکنون یک گروه چهار نفره بود قرارداد بست، و او از آنها به عنوان گروه پشتیبان تونی شریدِن در یک سری از ضبط‌ها برای پالیدور رکوردز استفاده کرد. درنتیجه بخشی از جلسات، بیتلز برای یک سال با پالیدور قرارداد امضا کرد. تک آهنگ «بانی من» از تونی شریدِن که با همکاری بیتلز در ژوئن ۱۹۶۱ ضبط شد و چهار ماه بعد منتشر شد، به رتبه ۳۲ در نمودار موزیک‌مارک رسید.
پس از اینکه بیتلز دومین اقامت خود در هامبورگ را به پایان رساند، با جنبش روزافزون مرسی‌بیت، از محبوبیت رو به رشدی در لیورپول برخوردار شد. با این حال، آنها از یکنواختی حضورهای متعدد شب به شب در کلاب‌ها خسته شده بودند. در نوامبر ۱۹۶۱، در طول یکی از اجراهای مکرر گروه در کاوِرن کلاب، آنها با برایان اپستاین، یک منتقد موسیقی ملاقات کردند. او بعداً یادآور شد: «من فوراً از آنچه شنیدم خوشم آمد. آنها تازه و صادق بودند و آن جذابیتی که من فکر می‌کردم را به نوعی داشتند … خصوصیت یک ستاره.»

#### نخستین کارهای ضبط شده
اپستاین طی چند ماه بعد، مورد توجه گروه قرار گرفت و آنها در ژانویه ۱۹۶۲ او را به عنوان مدیر برنامه گروه منصوب کردند. در اوایل تا اواسط سال ۱۹۶۲، اپستاین به دنبال این بود که بیتلز را از تعهدات قراردادی با برت کامپفرت خلاص کند. او در نهایت برای یک ماه آزادی زودتر از بند قرارداد در ازای یک جلسه ضبط آخر در هامبورگ، با کامپفرت به توافق رسید. در بازگشت به آلمان در آوریل، کِرشر، ناراحت و پریشان با خبر مرگ ساتکلیف در روز قبل بر اثر خونریزی مغزی با آنها در فرودگاه دیدار کرد. اپستاین مذاکراتی را با شرکت‌های موسیقی برای امضا قراردادی جدید آغاز کرد؛ برای تضمین شدن قرارداد، اپستاین با پالیدور مذاکره کرد که در ازای ضبط‌های بیشتری برای تونی شریدِن، قرارداد آنها با گروه زودتر از موعد به پایان برسد. پس از یک تست در نخستین روز از سال نو، دکا رکوردز، گروه را رد کرد و گفت: «گروه‌های گیتار از مد افتادن، آقای اپستاین.» با این حال، سه ماه بعد، یک تهیه‌کننده به نام جرج مارتین، بیتلز را به عقد قرارداد با لیبل پارلفون از ئی‌ام‌آی درآورد.
نخستین جلسه ضبط مارتین با گروه بیتلز در ئی‌ام‌آی استودیوز (بعداً به نام ابی رود استودیوز) در لندن در ۶ ژوئن ۱۹۶۲ انجام شد. او بلافاصله از اپستاین در مورد درام زدن بِست گلایه کرد و به آنها پیشنهاد داد که به جای او از یک نوازنده درام پشتیبان استفاده کنند. بیتل‌ها که از قبل به فکر اخراج بِست بودند، در اواسط آگوست او را با رینگو استار جایگزین کردند که گروهش را به خاطر پیوستن به آنها ترک کرده بود. در ۴ سپتامبر در ئی‌ام‌آی، ضبطی از «دوستم بدار» با حضور استار به عنوان درامر صورت گرفت، اما مارتین از نتیجه کار راضی نبود و یک هفته بعد، یک درامر دیگر به نام اندی وایت را برای سومین جلسه ضبط گروه استخدام کرد که با کمک او، ترانه‌های «لطفاً مرا خشنود کن» و «پ.ن دوستت دارم» را تولید کردند.
مارتین در ابتدا نسخه رینگو از «دوستم بدار» را برای نخستین تک آهنگ گروه انتخاب کرد، اگرچه ضبط مجدد بعدی همین آهنگ، رینگو را با تنبورین نشان داد. «دوستم بدار» که در اوایل اکتبر منتشر شد، در چارت «رکورد ریتیلر» به رتبه هفدهم رسید. نخستین حضور تلویزیونی آنها در اواخر همان ماه با اجرای زنده در برنامه خبری «مردم و مکان‌ها» انجام شد. بعد از اینکه مارتین پیشنهاد کرد که «لطفاً مرا خشنود کن» با تمپو سریع‌تری ضبط شود، در یک جلسه استودیویی در اواخر نوامبر این ضبط را انجام داد و به درستی برای آنها پیش‌بینی کرد که «شما همین الان نخستین شماره ۱ خود را ساختید.»
در دسامبر ۱۹۶۲، بیتلز پنجمین و آخرین اقامت خود در هامبورگ را به پایان رساند. در سال ۱۹۶۳، آنها توافق کردند که هر چهار عضو گروه با آوازهای خود در آلبوم‌ها مشارکت کنند–از جمله استار که با وجود محدوده آوازی محدودش–جایگاه اش در گروه حفظ باشد. با این حال، لنون و مک کارتنی بیشتر با هم همکاری می‌کردند، و با افزایش موفقیت گروه، همکاری غالب آنها فرصت‌های هریسون را به عنوان خواننده اصلی محدود کرد. اپستاین، برای به حداکثر رساندن پتانسیل تجاری بیتلز، آنها را تشویق کرد تا یک رویکرد حرفه ای برای اجرا اتخاذ کنند. لنون از صحبت‌های او اینگونه یاد می‌کند: «ببین، اگر واقعاً می‌خواهی در آن جایگاه‌های بزرگ‌تر قرار بگیری، باید تغییر کنی - روی صحنه غذا نخوری، فحاشی نکنی، سیگار نکشی…»

### ۱۹۶۶–۱۹۶۳: بیتلمانیا و تورها
در ۱۱ فوریه ۱۹۶۳، گروه بیتلز ده آهنگ را طی یک جلسه استودیویی برای نخستین آلبوم خود، لطفا مرا خشنود کن ضبط کردند.با چهار آهنگی که قبلاً در دو تک آهنگ اول آنها منتشر شده بود تکمیل شد.پس از موفقیت متوسط دوستم بدار تک آهنگ لطفا مرا خشنود کن در ژانویه ۱۹۶۳، دو ماه قبل از آلبوم منتشر شد و در اکثر نمودار های بریتانیا به رتبه یک رسید.
استفن توماس ارلوین منتقد آل موزیک، با یادآوری اینکه چگونه بیتلز برای ارائه نخستین آلبوم خود عجله کرد، نوشت:"چندین دهه‌ پس از انتشار،آلبوم هنوز تازه به نظر می‌رسد،به دلیل ماهیت خاص آن." لنون گفت که در آن زمان فکر کمی در مورد ترکیب بندی انجام شده است و او و مک‌کارتنی«فقط آهنگ‌هایی از برادران اورلی و بادی هالی و آهنگ‌های پاپی را می‌نوشتند که بیش از این به آن‌ها فکر نمی‌کردند و کلمات تقریباً بی‌ربط بودند».
لطفا مرا خشنود کن که در مارس ۱۹۶۳ منتشر شد، نخستین آلبوم از یازده آلبوم متوالی بیتلز بود که در بریتانیا منتشر شد و به رتبه یک رسید.سومین تک‌آهنگ گروه، «از من به تو»، در آوریل منتشر شد و کمی بعد، اون دوستت داره که در ماه آگوست منتشر شد، چهارمین تک‌آهنگ آن‌ها نام گرفت و سریع‌ترین فروش را در بین هر رکوردی در بریتانیا تا آن زمان به دست آورد و سه چهارم میلیون نسخه در کمتر از چهار هفته فروخت. این نخستین تک آهنگ آنها بود که یک میلیون نسخه فروخت و تا سال ۱۹۷۸ پرفروش ترین رکورد در بریتانیا باقی ماند. اون دوستت داره  تا سال ۲۰۲۲ با فروش ۱.۹۳ میلیون نسخه رسمی نهمین تک آهنگ پرفروش تاریخ بریتانیاست.
این موفقیت باعث افزایش توجه به بیتلز در رسانه‌ها شد.گروه سه بار در نیمه اول سال تور بریتانیا را برگزار کرد و با گسترش محبوبیت آنها، تحسین دیوانه وار گروه شکل گرفت. در ۱۳ اکتبر، گروه بیتلز در یکشنبه شب در پالادیوم لندن، برترین ورایتی شو در بریتانیا، ایفای نقش کردند.اجرای آنها به صورت زنده از تلویزیون پخش شد و ۱۵ میلیون بیننده آن را تماشا کردند.
تیتر یک روزنامه ملی در روز بعد اصطلاح "بیتلمانیا" را برای توصیف شور و شوق طرفدارانی که با فریاد زدن از گروه استقبال می کردند،ابداع کرد و آن را همه گیر کرد. با اینکه آنها به عنوان رهبر تور، در طول تور ماه مه و ژوئن آنها با روی اوربیسون معرفی نشدند اما بیشترین تقاضا و درآمد از تماشاگران را در طول تور به خود اختصاص دادند.
در اواخر اکتبر، بیتلز تور پنج روزه سوئد را آغاز کرد که نخستین اجرای آنها در خارج از کشور از زمان آخرین اجرای هامبورگ در دسامبر ۱۹۶۲ بود. در فرودگاه فرودگاه هیترو حدود ۵۰ تا ۱۰۰ روزنامه‌نگار و عکاس و همچنین نمایندگان بی‌بی‌سی نیز به استقبال فرودگاه پیوستند که نخستین رویداد از بیش از ۱۰۰ رویدادی مثل این بود که بعدها تجربه کردند. کمی بعد، گروه چهارمین تور خود را در بریتانیا طی نه ماه آغاز کرد، این تور برای شش هفته برنامه ریزی شده بود. در اواسط نوامبر، با تشدید بیتلمانیا پلیس به استفاده از شیلنگ های آب فشار بالا برای کنترل جمعیت قبل از کنسرت متوسل شد. در ۴ نوامبر، آنها در مقابل ملکه در طول اجرای رویال واریته در تئاتر شاهزاده ولز بازی کردند.

## اعضا
| اعضای اصلی - جان لنون – صدا، گیتار، کیبورد، سازدهنی، بیس (۱۹۶۹–۱۹۶۰؛ درگذشت ۱۹۸۰) - پل مک‌کارتنی – صدا، بیس، گیتار، کیبورد، درام (۱۹۷۰–۱۹۶۰) - جرج هریسون – گیتار، صدا، سه تار، کیبورد، بیس (۱۹۷۰–۱۹۶۰؛ درگذشت ۲۰۰۱) - رینگو استار – درام، طبل، صدا (۱۹۷۰–۱۹۶۲) | اعضای پیشین - پیت بست – درام، صدا (۱۹۶۲–۱۹۶۰) - استوارت ساتکلیف – بیس، صدا (۱۹۶۱–۱۹۶۰؛ درگذشت ۱۹۶۲) - چاس نیوبی – بیس (۱۹۶۱–۱۹۶۰) - نورمن چپمن – درام (۱۹۶۰؛ درگذشت ۱۹۹۵) - تامی مور – درام (۱۹۶۰؛ درگذشت ۱۹۸۱) اعضای تور - جیمی نیکول – درام (۱۹۶۴) |

## آهنگ‌شناسی
فهرست اصلی بیتلز، شامل ۱۳ آلبوم استودیویی و یک مجموعه است.
- لطفاً مرا خشنود کن (۱۹۶۳)
- با بیتلز (۱۹۶۳)
- شب یک روز سخت (۱۹۶۴)
- بیتلز برای فروش (۱۹۶۴)
- کمک! (۱۹۶۵)
- سول لاستیکی (۱۹۶۵)
- هفت‌تیر (۱۹۶۶)
- گروهبان فلفل (۱۹۶۷)
- تور اسرارآمیز و جادویی (۱۹۶۷)
- بیتلز (۱۹۶۸) (آلبوم سفید)
- زیردریایی زرد (۱۹۶۹)
- اَبی رُود (۱۹۶۹)
- بگذار باشد (۱۹۷۰)
- اساتید گذشته (۱۹۸۸، مجموعه)

## فیلم‌شناسی
داستانی
- شب‌زنده‌داری با بزن و بکوب (۱۹۶۴)
- کمک! (۱۹۶۵)
- تور رمز و راز جادویی (۱۹۶۷)
- زیردریایی زرد (۱۹۶۸)

مستند و اجراهای فیلم‌برداری شده
- بیتلز در استادیوم شی (۱۹۶۶)
- بگذار باشد (۱۹۷۰)
- بیتلز کامل (۱۹۸۲)
- امروز بیست سال پیش بود (۱۹۸۷)
- گلچین بیتلز (۱۹۹۵)
- بیتلز ۱+ (۲۰۱۵)
- بیتلز: هشت روز در هفته (۲۰۱۶)
- بیتلز: بازگشت (۲۰۲۱)

## ارجاعات
1. ↑  Hasted 2017, p. 425.
2. ↑  Frontani 2007, p. 125.
3. ↑  Frontani 2007, p. 157.
4. ↑  Siggins, Gerard (7 February 2016). "Yeah, Yeah, Yeah! Rare footage of the Beatles's Dublin performance". Irish Independent. Archived from the original on 9 November 2019. Retrieved 1 December 2017.
5. ↑  Hotten, Russell (4 October 2012). "The Beatles at 50: From Fab Four to fabulously wealthy". BBC News. Archived from the original on 12 March 2013. Retrieved 28 January 2013.
6. ↑  "Greatest of All Time Artists". Billboard. Archived from the original on 14 November 2019. Retrieved 21 March 2023.
7. ↑  Spitz 2005, pp. 47–52.
8. ↑  Spitz 2005, pp. 93–99.
9. ↑  Miles 1997, p. 47.
10. ↑  Lewisohn 1992, p. 13.
11. ↑  Harry 2000a, p. 103.
12. ↑  Lewisohn 1992, p. 17.
13. ↑  Harry 2000b, pp. 742–743.
14. ↑  Lewisohn 1992, p. 18.
15. 1 2  Gilliland 1969, show 27, track 4.
16. ↑  Lewisohn 1992, pp. 18–22.
17. ↑  Lewisohn 1992, pp. 21–25.
18. ↑  Lewisohn 1992, p. 22.
19. ↑  Lewisohn 1992, p. 23.
20. ↑  Lewisohn 1992, pp. 24, 33.
21. ↑  Gould 2007, p. 88.
22. ↑  Lewisohn 1992, p. 24.
23. ↑  Lewisohn 1992, pp. 24–25.
24. ↑  Lewisohn 1992, p. 25.
25. ↑  Spitz 2005, pp. 222–224.
26. ↑  Miles 1997, pp. 66–67.
27. ↑  Lewisohn 1992, p. 32.
28. ↑  Miles 1997, p. 76.
29. ↑  Gould 2007, pp. 89, 94.
30. ↑  Spitz 2005, pp. 249–251.
31. ↑  Lewisohn 2013, p. 450.
32. ↑  Everett 2001, p. 100.
33. ↑  Lewisohn 1992, p. 33.
34. ↑  Miles 1997, pp. 84–87.
35. ↑  Lewisohn 1992, pp. 34–35.
36. ↑  Miles 1997, pp. 84–88.
37. ↑  Winn 2008, p. 10.
38. 1 2  Lewisohn 1992, p. 56.
39. ↑  Lewisohn 2013, p. 612, 629.
40. 1 2 3  The Beatles 2000, p. 67.
41. 1 2 3 4  Lewisohn 1992, p. 59.
42. ↑  Spitz 2005, pp. 318, 322.
43. ↑  Miles 1998, pp. 49–50.
44. ↑  Lewisohn 1992, pp. 59–60.
45. ↑  Lewisohn 1992, pp. 81, 355.
46. ↑  The Beatles 2000, p. 90.
47. ↑  Lewisohn 1992, pp. 62, 84.
48. ↑  Harry 2000a, p. 875.
49. ↑  Lewisohn 1992, pp. 62, 86.
50. ↑  Gould 2007, p. 191.
51. ↑  Harry 2000a, p. 494.
52. ↑  Gould 2007, pp. 128, 133–134.
53. ↑  [لویسون، مارک (1992). The Complete Beatles Chronicle: The Definitive Day-by-Day Guide To the Beatles' Entire Career (2010 ed.). Chicago: Chicago Review Press . شابک 978-1-56976-534-0. "Lewisohn 1992"] (به انگلیسی). {{cite web}}: Check |نشانی= value (help)
54. ↑  Please Please Me - The Beatles | Album | AllMusic (به انگلیسی), retrieved 2024-06-23
55. ↑  شف، دیوید (1981). گلسون، جی. بری (ویرایشگر). مصاحبه های پلی بوی با جان لنون و یوکو اونو . پلی بوی. شابک 978-0-87223-705-6.
56. ↑  گولد، جاناتان (2007). Can't Buy Me Love: The Beatles، بریتانیا و آمریکا . نیویورک: چاپ سه رودخانه. شابک 978-0-307-35338-2.
57. ↑  Harry, Bill (2000a). The Beatles Encyclopedia.
58. ↑  "The most selling single tracks in UK in history". www.officialcharts.com (به انگلیسی).
59. ↑  Pawlowski, Gareth L. (1990). How They Became The Beatles. McDonald & Co (Publishers) Ltd. ISBN 978-0-356-19052-5.
60. ↑  اسپیتز، باب (2005). بیتلز: بیوگرافی . نیویورک: لیتل، براون . شابک 978-0-316-80352-6.
61. 1 2 3  لویسون، مارک (1992). The Complete Beatles Chronicle: The Definitive Day-by-Day Guide To the Beatles' Entire Career (2010 ed.). Chicago: Chicago Review Press . شابک 978-1-56976-534-0.
62. ↑  ، هانتر (1968). بیتلز (تجدید نظر شده 2009 ویرایش). نیویورک و لندن: WW Norton . شابک 978-0-393-33874-4.بایگانی شده از نسخه اصلی در 22 ژانویه 2023.
63. ↑  «The Beatles Bible - The Beatles live: Royal Command Performance». The Beatles Bible (به انگلیسی). ۱۹۶۳-۱۱-۰۴. دریافت‌شده در ۲۰۲۴-۰۶-۲۳.
64. ↑  Lewisohn 1988, pp. 200–201.

## برای مطالعهٔ بیشتر
- Astley, John (2006). Why Don't We Do It In The Road? The Beatles Phenomenon. The Company of Writers. ISBN 978-0-9551834-7-8.
- Barrow, Tony (2005). John, Paul, George, Ringo & Me: The Real Beatles Story. New York: Thunder's Mouth. ISBN 978-1-56025-882-7.
- Bramwell, Tony; Kingsland, Rosemary (2006). Magical Mystery Tours: My Life with the Beatles. New York: St. Martin's Press. ISBN 978-0-312-33044-6.
- Braun, Michael (1964). Love Me Do: The Beatles' Progress (1995 reprint ed.). London: Penguin. ISBN 978-0-14-002278-0.
- Carr, Roy; Tyler, Tony (1975). The Beatles: An Illustrated Record. New York: Harmony Books. ISBN 978-0-517-52045-1.
- Epstein, Brian (1964). A Cellarful of Noise. Byron Preiss. ISBN 978-0-671-01196-3. OCLC 39211052.
- The Beatles: The FBI Files. Federal Bureau of Investigation. Filibust. 2007. ISBN 978-1-59986-256-9. Retrieved 31 March 2014.
- Harry, Bill (1985). The Book Of Beatle Lists. Poole, Dorset: Javelin. ISBN 978-0-7137-1521-7.
- Kirchherr, Astrid; Voormann, Klaus (1999). Hamburg Days. Guildford, Surrey: Genesis Publications. ISBN 978-0-904351-73-6.
- Lennon, Cynthia (2005). John. New York: Crown Publishers. ISBN 978-0-307-33855-6.
- Mansfield, Ken (2007). The White Book. Nashville, TN: Thomas Nelson. ISBN 978-1-59555-101-6. Retrieved 31 March 2014.
- Martin, George; Pearson, William (1994). Summer of Love: The Making of Sgt. Pepper. London: Macmillan. ISBN 978-0-333-60398-7.
- Riley, Tim (2011). Lennon: The Man, the Myth, the Music – The Definitive Life. New York: Hyperion/HarperCollins. ISBN 978-1-4013-2452-0.
- Sheffield, Rob (2017). Dreaming the Beatles. New York: Harper Collins. ISBN 978-0-06-220765-4.
- Turner, Steve (2005). A Hard Day's Write: The Stories Behind Every Beatles Song (3rd ed.). New York: Harper Paperbacks. ISBN 978-0-06-084409-7.